# Запорожець (Кальміуський район)
Запоро́жець — село в Україні, у Бойківській громаді Кальміуського району Донецької області. Населення становить 296 осіб.

## Загальні відомості
Відстань до райцентру становить близько 9 км і проходить переважно автошляхом Т 0519.
Перебуває на території, яка тимчасово окупована російськими терористичними військами.

## Населення
За даними перепису 2001 року населення села становило 296 осіб, із них 85,14% зазначили рідною мову українську, а 14,86% — російську.